# 周泰
周泰（？—222年），字幼平，揚州九江下蔡（今安徽鳳臺）人。漢末三國時期孫策麾下的孫吳名將；是江東十二虎臣之一。與蔣欽是同鄉九江人，因護主有功，孫權賞賜予御幘青縑蓋，封陵陽侯。

## 生平

### 知遇明主
興平二年（195年），周泰與同鄉九江郡人蔣欽，追隨孫策左右，渡江與劉繇交戰，所向皆破，數有戰功。
建安元年（196年），周泰跟隨孫策先後擊破吳郡嚴白虎、會稽王朗等勢力，孫策平定會稽後，孫策自領會稽太守，任命周泰為別部司馬，並授予其軍隊。此時孫策的二弟孫權非常喜歡周泰的為人與勇猛，於是向兄長孫策請求，讓周泰跟隨自己，於是周泰就長年伴隨守護孫權左右。

### 忠勇世稀
建安二年（197年），後來袁術拉攏丹楊、宣城、涇縣、陵陽、始安、黟、歙等縣山賊頭目祖郎，作亂當地，孫策討伐涇縣陵陽的山賊祖郎時，留孫權、周泰及數百人的兵卒在宣城防守，但是守軍毫無鬥志士氣低落，而且宣城尚未做好防護工事，就遭到響應袁術煽動的山越首領潘臨，率領數千山越前來攻擊宣城，其他士卒都因為山越突襲而一片慌亂，唯獨周泰處變不驚、臨危不懼，勇於保護孫權，左右士卒見周泰異常冷靜、勇猛果敢、身先士卒也受到周泰的激昂而振奮兵心，士氣大振，也迅速安定下來與山越戰鬥，山越被擊敗後。孫策征伐祖郎班師後，發現周泰有十二處刀傷，傷勢十分嚴重，經過很久的療養才痊癒，孫權在周泰的保護之下得以倖免，孫策讚賞周泰奮勇的戰績保護孫權，讓他出任春谷縣長。

### 戰勳卓著
建安四年（199年），袁術死後，其部將劉勛占據庐江皖城，袁術的長史楊弘、大將軍張勳，意圖率領袁術殘部投奔以前身在袁術帳下的孫策，不料被廬江太守劉勳攔截阻擊，全體被俘虜，孫策率軍前來攻擊劉勛，周泰隨從襲擊皖城，佔領了盧江郡後。孫策西討黃祖時，後又於江夏沙羨縣大破黃祖。周泰一直隨孫策打到豫章，被任命為宜春縣長。
建安八年（203年），周泰隨孫權西討黃祖，立下戰功，但未能攻破城池，而後方領地又有山越作亂，不得已而退兵。
建安十二年（207年），孫權又征黃祖，周泰隨從征討，數有戰功，虜其人民而還。
建安十三年（208年），跟隨孫權征伐江夏太守黃祖參與江夏之戰。同年冬季，又在周瑜、程普、魯肅指揮下參與赤壁之戰擊退曹操後，周瑜、魯肅、呂蒙、甘寧等人隨即乘勝追擊，進軍荊州攻擊鎮守南郡的曹仁，繼而展開了南郡爭奪戰。之後屯兵駐守涔水。

### 御蓋恩澤
建安二十二年（217年），曹操率兵再次攻打濡須口，把前線正在築城的孫權逼退，周泰進行反擊，把曹操軍擊退。之後，周泰留守濡須口領濡須督，任平虜將軍。當時孫權學友朱然和徐盛被安排在周泰統領，二人不服於在寒門出身的周泰之下，孫權藉此到濡須塢(濡須口重要據點)擺宴設席犒賞諸將，在酒宴之間命令周泰脫下戰袍，露出赤裸全是傷痕的上身，逐一指著他身上每條傷疤，問周泰因為什麼而得；周泰則逐一說出每條傷疤是因哪場戰役而得，周泰都能明確的説出這傷痕是哪一場戰役怎麼受的傷，孫權拉着周泰的手，哭着説：“幼平，你為我們兄弟在戰場上作戰如同熊虎一般，從不憐惜自己的身體，受傷幾十處，皮膚如同被雕刻一般，我怎麼不能不把你當作我的骨肉兄弟，現委任你以兵馬之重(濡須督)？你是東吳的功臣，我當與你榮辱與共。”孫權并賞賜給周泰自己常用的御幘青縑蓋，並鳴吹號角鼓樂，朱然、徐盛等將對周泰敬服。

### 伐蜀決心
建安二十四年（219年），關羽北伐攻打荊州北部曹軍重鎮襄陽、樊城等地，而爆發了襄樊之戰，曹操遣使致書孫權，邀請孫權攻打關羽，孫權有意收回荊州，同意曹操的邀請；後來關羽對吳國湘水邊境湘縣侵略而且搶奪軍需糧食，孫權遂派呂蒙、陸遜、蔣欽、周泰、朱然、虞翻等人白衣渡江擊敗關羽收復荊州。孫權故意向劉備示好，希望藉此解除劉備戒心，另一方則作好對蜀應戰的準備，而拜封遙領周泰為漢中太守，升任奮威將軍，封陵陽侯。黃武初年逝世（據其子曾參戰第三次濡須口之戰）。

## 家庭

### 子
- 周邵，騎都尉領兵，在對抗曹魏的戰爭有功[3]，官至裨將軍。黄龙二年（230年）卒。
- 周承，周邵弟，領兵，襲陵陽侯爵位。

## 評價
- 孫權：“幼平，卿為孤兄弟戰如熊虎，不惜軀命，被創數十，膚如刻畫，孤亦何心不待卿以骨肉之恩，委卿以兵馬之重乎！卿吳之功臣，孤當與卿同榮辱，等休戚。幼平意快為之，勿以寒門自退也。”
- 陳壽：“凡此諸將，皆江表之虎臣，孫氏之所厚待也。”《三國志·吳書十評》
- 陸機：“甘宁、凌统、程普、贺齐、朱桓、朱然之徒奋其威，韩当、潘璋、黄盖、蒋钦、周泰之属宣其力。”
- 孙元晏：“名与诸公又不同，金疮痕在满身中。不将御盖宣恩泽，谁信将军别有功。”
- 罗贯中：“三番救主出重围，忠勇如公世所稀。遍体疮痍犹痛饮，血痕残酒满征衣。”[來源請求]
- 李贽：“东吴周泰不减魏之许褚、蜀之赵云也。壮哉丈夫！可用可用！不独救权，且再救徐盛，益不可及矣！而仲谋报之，亦可谓一知己矣。”

## 艺术形象

### 三國演義
在《三国演义》中，跟正史差不多，但是多與韓當配合上陣。周泰與蔣欽原為活躍於長江一帶的江賊，孫策脫離袁術下江東自立門戶時，和周瑜等人先後率眾投靠。曾参与赤壁之戰，自己拿着大刀盾牌和擅使長槍的韓當及擅使弓的蔣欽在三江口進行水戰，在岸上與韓當聯手擊敗文聘。隨後周瑜到南郡，曹洪與韓當大戰三十回合，曹洪詐敗而走；曹仁親自交鋒，周泰上前單挑，曹仁戰十餘合也詐敗而逃。在第一次濡須口之戰周泰和韓當聯手大戰許褚不分勝負，下半場戰鬥急轉直下，孫權軍被曹操軍大敗，周泰衝入曹操軍包圍網救走孫權，之後發現徐盛不見，再次返回衝入曹操軍包圍網把徐盛救走。在酒筵上諸將不服周泰；孫權命周泰脫下衣服展示為自己抵擋的戰績，并讓周泰每一傷疤賞喝一碗酒，眾將慚愧并敬服；并在日後的夷陵之戰中二十餘合杀掉沙摩柯。

### 影視作品
- 中國中央電視台電視劇《三國演義》（1994年）：由尹伟、张莹飾演周泰。
- 台灣華視電視劇《關公》（1996年）：由李祖兴飾演周泰。
- 中國電視劇《三国》（2010年）：由侯杰飾演周泰。
- 中國電視劇《大军师司马懿之军师联盟》（2017年）：由李海鷹飾演周泰。

### 漫畫遊戲
- 真三國無雙系列 / 無雙OROCHI系列（光榮公司開發，石川英郎配音）
- 《蒼天航路》（王欣太）
- 《火鳳燎原》（陳某）

## 延伸阅读
[在维基数据编辑]
 《三國志·卷55》，出自陳壽《三國志》
 在维基共享资源阅览影像